# Jean-Marie Pinczon du Sel
Jean Marie Hippolyte Paul Pinczon du Sel né le 14 octobre 1914 à Paris et mort pour la France le 16 octobre 1939 à Kaiserslautern (Allemagne), au cours d'un combat aérien, est un aviateur militaire français, lieutenant dans l'Armée de l'air (École de l'air), pilote d'avion de reconnaissance.

## Biographie
Jean Marie Hippolyte Paul Pinczon du Sel est le fils de Jean Marie Thomas Pinczon du Sel, chef d'escadrons, et de Germaine Le Beschu de Champsavin.
En octobre 1939, le lieutenant Jean Pinczon du Sel fait partie du groupe de reconnaissance GR II/52 (4ème escadrille) stationné dans l'est de la France à Herbéviller,(Meurthe-et-Moselle). Il est pilote sur Potez 637, un bimoteur avec un équipage de 3 hommes (pilote, navigateur, mitrailleur).
En mission d'observation et de reconnaissance photographique pendant le début du conflit au-dessus de la région de Kaiserslautern et Kelgersberg en Allemagne. Après une mauvaise coordination entre les deux équipes, ils se retrouvent isolés de leur protection de chasseurs Curtiss H-75. Ils sont attaqués par 5 Bf 109 allemands situés 1 000 m au-dessus d'eux, Le lieutenant Pinczon n'a qu'une solution : la retraite vers la France et rapidement, donc en piqué, leur avion ne pouvant pas lutter en vitesse. Pendant ce piqué à partir de l'altitude de 7 500 m, ils sont mitraillés à plusieurs reprises. Le mitrailleur est blessé par deux fois, le lieutenant Pinczon est touché mortellement à la tête. Lui-même et l'observateur seront retrouvés morts dans leur appareil. Quant au mitrailleur, il aura pu sauter en parachute, perdra connaissance pendant le saut mais sera soigné dans un hôpital allemand.
Les Allemands rendront un hommage au pilote et au navigateur lors de leur inhumation. Le lieutenant Pinczon du Sel avait 25 ans.

## Distinctions, hommages et mémoire
- Parrain de la promotion 1939 de l’École de l'air[4]. Il est l'un des tout premiers officiers issus de l’École de l'air tombé au champ d'honneur.
- Une stèle est dressée dans la commune de Saint-Urbain (Finistère)[3].
- Son nom est porté sur le monument aux morts de Varenne-Saint-Germain (Saône-et-Loire)